# Stephen O’Rahilly

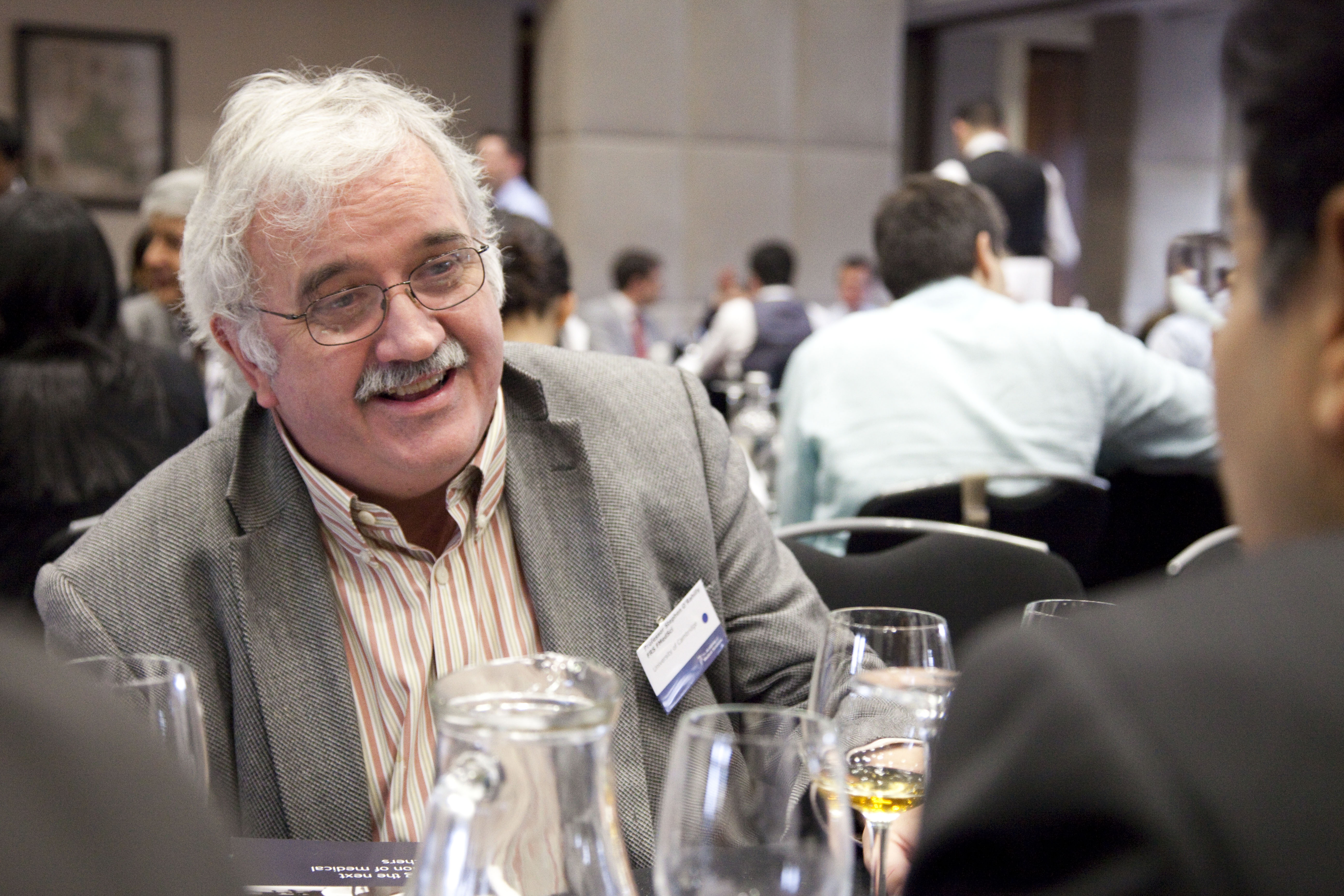
Stephen O’Rahilly 2013

Sir Stephen Patrick O’Rahilly (* 1958 in Artane bei Dublin) ist ein irisch-britischer Biochemiker und Endokrinologe. Er ist vor allem für seine Arbeiten zu den genetischen Ursachen von Übergewicht, Adipositas, Diabetes mellitus und Insulinresistenz bekannt.

## Leben und Wirken
O’Rahilly studierte am University College Dublin. Als Postdoktorand arbeitete er in London, Oxford und Harvard (u. a. bei Robert Turner und David Weatherall). 1991 erhielt er sein erstes eigenes Labor am Addenbrooke’s Hospital, wo er 1996 den Lehrstuhl für Metabolische Medizin übernahm. Seit 2002 ist er Professor für Klinische Biochemie und Medizin an der Universität Cambridge, Großbritannien. Gemeinsam mit Nick Wareham leitet er das dortige Institute of Metabolic Science. Darüber hinaus hat O’Rahilly verschiedene Forschungseinrichtungen am Addenbrooke’s Hospital geleitet und ist weiterhin dort klinisch tätig.
O’Rahilly und Kollegen identifizierten mehr als 20 erbliche Stoffwechselerkrankungen, die auf der Veränderung einzelner Gene beruhen. Übergewicht und Fettleibigkeit können demnach Folge einer einzigen Genveränderung sein. O’Rahilly hat nachgewiesen, dass Mutationen im Leptin- und dem Melanocortin-4-Rezeptor-Gen Fettleibigkeit hervorrufen können. Zahlreiche dieser Gene sind in den Nervenzellen des Gehirns aktiv und regulieren deren Aktivität, wodurch sie beispielsweise das Essverhalten steuern. O’Rahillys Erkenntnisse haben auch zu neuen Therapien geführt; so wird Leptin zur Behandlung der Lipodystrophie eingesetzt.
Weitere Arbeiten O’Rahillys befassen sich mit den erblichen Ursachen der Insulinresistenz und dem PPARγ. Viele Ergebnisse erzielte er, indem er genetische Auffälligkeiten bei extrem Übergewichtigen untersuchte.

## Auszeichnungen (Auswahl)
- 2002: Heinrich-Wieland-Preis[1]
- 2003: Mitglied der Royal Society[2]
- 2005: Rolf Luft Award des Karolinska Institutet[3]
- 2007: Preis der Feldberg Foundation[4]
- 2007: Outstanding Clinical Investigator Award der Endocrine Society[5]
- 2010: InBev-Baillet Latour Health Prize[6]
- 2010: Ehrenmitglied der Deutschen Gesellschaft für Innere Medizin (DGIM)[7]
- 2011: Mitglied der National Academy of Sciences[8]
- 2013: Knight Bachelor[9]
- 2013: Ulysses Medal des University College Dublin[10]
- 2014: Zülch-Preis[11]
- 2015: EASD-Novo Nordisk Foundation Diabetes Prize for Excellence[12]
- 2016: Ehrenmitglied der Royal Irish Academy[13]
- 2019: Banting-Medaille der American Diabetes Association
- 2021: Croonian Lecture der Royal Society
- 2022: Mitglied der Academia Europaea[14]